# 1755 в Україні

## Особи

### Народились
- 20 листопада Федір Фединкевич (1755—1831) — український церковний та освітній діяч, ректор Генеральної семінарії греко-католицької церкви у Львові.
- Теодор Лаврецький (1755—1833) — греко-католицький священик, перший парох Чернівців і перший декан Буковинського деканату.
- Даниїл Натток-Михайловський (1755—1821) — український та білоруський релігійний діяч, церковний педагог. Єпископ Відомства православного сповідання Російської імперії, єпископ Волинський і Житомирський, архієпископ Білоруський і Могильовський. Ректор Мінської духовної семінарії.
- Сцибор-Мархоцький Ігнацій (1755—1827) — поміщик, ініціатор господарських, суспільних і релігійних реформ у своїх володіннях відомих під назвою «Миньковецька держава», видавець.
- Теодорович Микола (1755 — ? 1820) — греко-католицький священик, культурно-освітній діяч і письменник.

### Померли
- Францішек Нітославський (1680—1755) — урядник та військовий діяч Речі Посполитої.

## Засновані
- 10 червня Національний військово-медичний клінічний центр «Головний військовий клінічний госпіталь»
- київський Маріїнський палац
- Буда (Таращанський район)
- Діївка
- Іржавець (Ічнянський район)
- Кураш
- Успенка (смт)
- Костел святого Йосипа та монастир лазаритів (Ізяслав)